# 理查德·泰勒 (音频工程师)
理查德·泰勒（英語：Richard Tyler，1928年5月7日—1990年10月24日），美国音频工程师。他曾5次提名奥斯卡最佳音响效果奖。自1971年至1989年间泰勒曾参与制作过60多部电影。

## 部分影视作品
- 咬紧子弹（英语：Bite the Bullet (film)） (1975)[2]
- 银线号大血案（英语：Silver Streak (film)） (1976)[3]
- 千惊万险（英语：Sorcerer (film)） (1977)[4]
- 天降财神（英语：Pennies from Heaven (1981 film)） (1981)[5]